# Кастальйо-д'Ампуріас
Кастальйо́-д'Ампу́ріас (кат. Castelló d'Empúries) — муніципалітет, розташований в Автономній області Каталонія, в Іспанії. Знаходиться у районі (кумарці) Алт-Ампурда провінції Жирона, згідно з новою адміністративною реформою перебуватиме у складі баґарії Жирона.

## Населення
Населення міста (у 2007 р.) становить 10.629 осіб (з них менше 14 років — 15,7 %, від 15 до 64 — 69,4 %, понад 65 років — 14,9 %). У 2006 р. народжуваність склала 126 осіб, смертність — 76 осіб, зареєстровано 48 шлюбів. У 2001 р. активне населення становило 2.829 осіб, з них безробітних — 353 особи.

Серед осіб, які проживали на території міста у 2001 р., 3.248 народилися в Каталонії (з них 2.404 особи у тому самому районі, або кумарці), 1.016 осіб приїхало з інших областей Іспанії, а 1.632 особи приїхали з-за кордону. 

Університетську освіту має 9,5 % усього населення. 

У 2001 р. нараховувалося 2.371 домогосподарство (з них 29,8 % складалися з однієї особи, 29,4 % з двох осіб,16,4 % з 3 осіб, 16,9 % з 4 осіб, 4,6 % з 5 осіб, 1,8 % з 6 осіб, 0,7 % з 7 осіб, 0,3 % з 8 осіб і 0,2 % з 9 і більше осіб).

Активне населення міста у 2001 р. працювало у таких сферах діяльності: у сільському господарстві — 6,2 %, у промисловості — 12,2 %, на будівництві — 16,6 % і у сфері обслуговування — 65,1 %. 

 У муніципалітеті або у власному районі (кумарці) працює 2.595 осіб, поза районом — 740 осіб.

### Доходи населення
У 2002 р. доходи населення розподілялися таким чином :
| \| Доходи населення за статтями доходів \| Доходи населення за статтями доходів \| Доходи населення за статтями доходів \| \| Рік \| 2002 р. \| 2001 р. \| \| ------------------------------------ \| ------------------------------------ \| ------------------------------------ \| \| Заробітна платня \| 43,6 % \| 42,6 % \| \| Доходи від ведення бізнесу \| 42,4 % \| 43,6 % \| \| Соціальна допомога \| 13,9 % \| 13,7 % \| |         |         |
| Доходи населення за статтями доходів |         |         |
| Рік | 2002 р. | 2001 р. |
| Заробітна платня | 43,6 %  | 42,6 %  |
| Доходи від ведення бізнесу | 42,4 %  | 43,6 %  |
| Соціальна допомога | 13,9 %  | 13,7 %  |

### Безробіття
У 2007 р. нараховувалося 373 безробітних (у 2006 р. — 392 безробітних), з них чоловіки становили 42,6 %, а жінки — 57,4 %.

## Економіка

### Підприємства міста

#### Промислові підприємства
| \| Промислові підприємства міста, за сферою діяльності \| Промислові підприємства міста, за сферою діяльності \| Промислові підприємства міста, за сферою діяльності \| \| Рік \| 2002 р. \| 2001 р. \| \| --------------------------------------------------- \| --------------------------------------------------- \| --------------------------------------------------- \| \| Енергетичні та водні ресурси \| 1,8 % \| 3,4 % \| \| Хімія та метали \| 5,3 % \| 5,2 % \| \| Переробка металів \| 49,1 % \| 51,7 % \| \| Продукти харчування \| 14 % \| 13,8 % \| \| Текстиль \| 5,3 % \| 1,7 % \| \| Виробництво меблів, видання \| 22,8 % \| 22,4 % \| \| Інше \| 1,8 % \| 1,7 % \| \| Усього підприємств \| 57 \| 58 \| |         |         |
| Промислові підприємства міста, за сферою діяльності |         |         |
| Рік | 2002 р. | 2001 р. |
| Енергетичні та водні ресурси | 1,8 %   | 3,4 %   |
| Хімія та метали | 5,3 %   | 5,2 %   |
| Переробка металів | 49,1 %  | 51,7 %  |
| Продукти харчування | 14 %    | 13,8 %  |
| Текстиль | 5,3 %   | 1,7 %   |
| Виробництво меблів, видання | 22,8 %  | 22,4 %  |
| Інше | 1,8 %   | 1,7 %   |
| Усього підприємств | 57      | 58      |

#### Роздрібна торгівля
| \| Підприємства роздрібної торгівлі міста, за сферою діяльності \| Підприємства роздрібної торгівлі міста, за сферою діяльності \| Підприємства роздрібної торгівлі міста, за сферою діяльності \| \| Рік \| 2002 р. \| 2001 р. \| \| ------------------------------------------------------------ \| ------------------------------------------------------------ \| ------------------------------------------------------------ \| \| Продукти харчування \| 25,7 % \| 26 % \| \| Одяг та взуття \| 14,6 % \| 15,1 % \| \| Товари для дому \| 14,9 % \| 15,1 % \| \| Книги та періодичні видання \| 3,1 % \| 3,1 % \| \| Промислова хімічна продукція \| 5,7 % \| 5,8 % \| \| Продукція, пов'язана з транспортними засобами \| 11,1 % \| 11,2 % \| \| Інше \| 24,9 % \| 23,6 % \| \| Усього підприємств \| 261 \| 258 \| |         |         |
| Підприємства роздрібної торгівлі міста, за сферою діяльності |         |         |
| Рік | 2002 р. | 2001 р. |
| Продукти харчування | 25,7 %  | 26 %    |
| Одяг та взуття | 14,6 %  | 15,1 %  |
| Товари для дому | 14,9 %  | 15,1 %  |
| Книги та періодичні видання | 3,1 %   | 3,1 %   |
| Промислова хімічна продукція | 5,7 %   | 5,8 %   |
| Продукція, пов'язана з транспортними засобами | 11,1 %  | 11,2 %  |
| Інше | 24,9 %  | 23,6 %  |
| Усього підприємств | 261     | 258     |

#### Сфера послуг
| \| Підприємства міста, що працюють у сфері послуг, за діяльністю \| Підприємства міста, що працюють у сфері послуг, за діяльністю \| Підприємства міста, що працюють у сфері послуг, за діяльністю \| \| Рік \| 2002 р. \| 2001 р. \| \| ------------------------------------------------------------- \| ------------------------------------------------------------- \| ------------------------------------------------------------- \| \| Гуртова торгівля \| 9,7 % \| 10,2 % \| \| Готелі та готельний бізнес \| 29,7 % \| 30,5 % \| \| Транспорт та зв'язок \| 7,4 % \| 8,4 % \| \| Посередницькі фінансові послуги \| 2,7 % \| 3,1 % \| \| Послуги підприємствам \| 7,2 % \| 5,7 % \| \| Послуги фізичним особам \| 21,4 % \| 21,6 % \| \| Нерухомість та ін. \| 21,8 % \| 20,5 % \| \| Усього підприємств \| 780 \| 737 \| |         |         |
| Підприємства міста, що працюють у сфері послуг, за діяльністю |         |         |
| Рік | 2002 р. | 2001 р. |
| Гуртова торгівля | 9,7 %   | 10,2 %  |
| Готелі та готельний бізнес | 29,7 %  | 30,5 %  |
| Транспорт та зв'язок | 7,4 %   | 8,4 %   |
| Посередницькі фінансові послуги | 2,7 %   | 3,1 %   |
| Послуги підприємствам | 7,2 %   | 5,7 %   |
| Послуги фізичним особам | 21,4 %  | 21,6 %  |
| Нерухомість та ін. | 21,8 %  | 20,5 %  |
| Усього підприємств | 780     | 737     |

## Житловий фонд
У 2001 р. 10,5 % усіх родин (домогосподарств) мали житло метражем до 59 м², 30,5 % — від 60 до 89 м², 36,8 % — від 90 до 119 м² і
22,1 % — понад 120 м².

З усіх будівель у 2001 р. 55,4 % було одноповерховими, 34,1 % — двоповерховими, 7,3 % — триповерховими, 2,5 % — чотириповерховими, 0,2 % — п'ятиповерховими, 0,1 % — шестиповерховими,
0,1 % — семиповерховими, 0,3 % — з вісьмома та більше поверхами.

## Автопарк
| \| Автомобілі, зареєстровані у місті, за призначенням \| Автомобілі, зареєстровані у місті, за призначенням \| Автомобілі, зареєстровані у місті, за призначенням \| \| Рік \| 2006 р. \| 2005 р. \| \| -------------------------------------------------- \| -------------------------------------------------- \| -------------------------------------------------- \| \| Приватні автомобілі \| 64,9 % \| 65,1 % \| \| Мотоцикли \| 9,1 % \| 8,6 % \| \| Вантажівки \| 21,9 % \| 22,2 % \| \| Трактори \| 0,1 % \| 0,1 % \| \| Автобуси та ін. \| 3,9 % \| 3,9 % \| \| Усього автомобілів \| 9.217 шт. \| 8.658 шт. \| |           |           |
| Автомобілі, зареєстровані у місті, за призначенням |           |           |
| Рік | 2006 р.   | 2005 р.   |
| Приватні автомобілі | 64,9 %    | 65,1 %    |
| Мотоцикли | 9,1 %     | 8,6 %     |
| Вантажівки | 21,9 %    | 22,2 %    |
| Трактори | 0,1 %     | 0,1 %     |
| Автобуси та ін. | 3,9 %     | 3,9 %     |
| Усього автомобілів | 9.217 шт. | 8.658 шт. |

## Вживання каталанської мови
У 2001 р. каталанську мову у місті розуміли 84,9 % усього населення (у 1996 р. — 87,5 %), вміли говорити нею 68,8 % (у 1996 р. — 71,6 %), вміли читати 68,8 % (у 1996 р. — 69,7 %), вміли писати 48,4 % (у 1996 р. — 46,3 %). Не розуміли каталанської мови 15,1 %.

## Політичні уподобання
У виборах до Парламенту Каталонії у 2006 р. взяло участь 2.188 осіб (у 2003 р. — 2.245 осіб). Голоси за політичні сили розподілилися таким чином:
| \| Вибори до Парламенту Каталонії \| Вибори до Парламенту Каталонії \| Вибори до Парламенту Каталонії \| \| Рік \| 2006 р. \| 2003 р. \| \| -------------------------------------- \| ------------------------------ \| ------------------------------ \| \| Конвергенція та Єднання (CiU) \| 34,4 % \| 34,7 % \| \| Соціалістична партія Каталонії (PSC) \| 20,8 % \| 23,4 % \| \| Народна партія (PP) \| 15,8 % \| 15,5 % \| \| Ініціатива за зелену Каталонію (IC) \| 6,5 % \| 2,9 % \| \| Республіканська лівиця Каталонії (ERC) \| 18,1 % \| 22,5 % \| \| Громадянська партія (C's) \| 1,1 % \| 0 % \| \| Інші \| 3,2 % \| 1 % \| |         |         |
| Вибори до Парламенту Каталонії |         |         |
| Рік | 2006 р. | 2003 р. |
| Конвергенція та Єднання (CiU) | 34,4 %  | 34,7 %  |
| Соціалістична партія Каталонії (PSC) | 20,8 %  | 23,4 %  |
| Народна партія (PP) | 15,8 %  | 15,5 %  |
| Ініціатива за зелену Каталонію (IC) | 6,5 %   | 2,9 %   |
| Республіканська лівиця Каталонії (ERC) | 18,1 %  | 22,5 %  |
| Громадянська партія (C's) | 1,1 %   | 0 %     |
| Інші | 3,2 %   | 1 %     |

У муніципальних виборах у 2007 р. взяло участь 2.963 особи (у 2003 р. — 2.671 особа). Голоси за політичні сили розподілилися таким чином:
| \| Муніципальні вибори \| Муніципальні вибори \| Муніципальні вибори \| \| Рік \| 2007 р. \| 2003 р. \| \| -------------------------------------- \| ------------------- \| ------------------- \| \| Конвергенція та Єднання (CiU) \| 33,4 % \| 35 % \| \| Соціалістична партія Каталонії (PSC) \| 18,8 % \| 26,5 % \| \| Народна партія (PP) \| 15,2 % \| 16,1 % \| \| Ініціатива за зелену Каталонію (IC) \| 15,6 % \| 0 % \| \| Республіканська лівиця Каталонії (ERC) \| 16,9 % \| 22,4 % \| \| Громадянська партія (C's) \| 0 % \| 0 % \| \| Інші \| 0 % \| 0 % \| |         |         |
| Муніципальні вибори |         |         |
| Рік | 2007 р. | 2003 р. |
| Конвергенція та Єднання (CiU) | 33,4 %  | 35 %    |
| Соціалістична партія Каталонії (PSC) | 18,8 %  | 26,5 %  |
| Народна партія (PP) | 15,2 %  | 16,1 %  |
| Ініціатива за зелену Каталонію (IC) | 15,6 %  | 0 %     |
| Республіканська лівиця Каталонії (ERC) | 16,9 %  | 22,4 %  |
| Громадянська партія (C's) | 0 %     | 0 %     |
| Інші | 0 %     | 0 %     |